# Solo
Solo (z wł. solo, 'sam'):

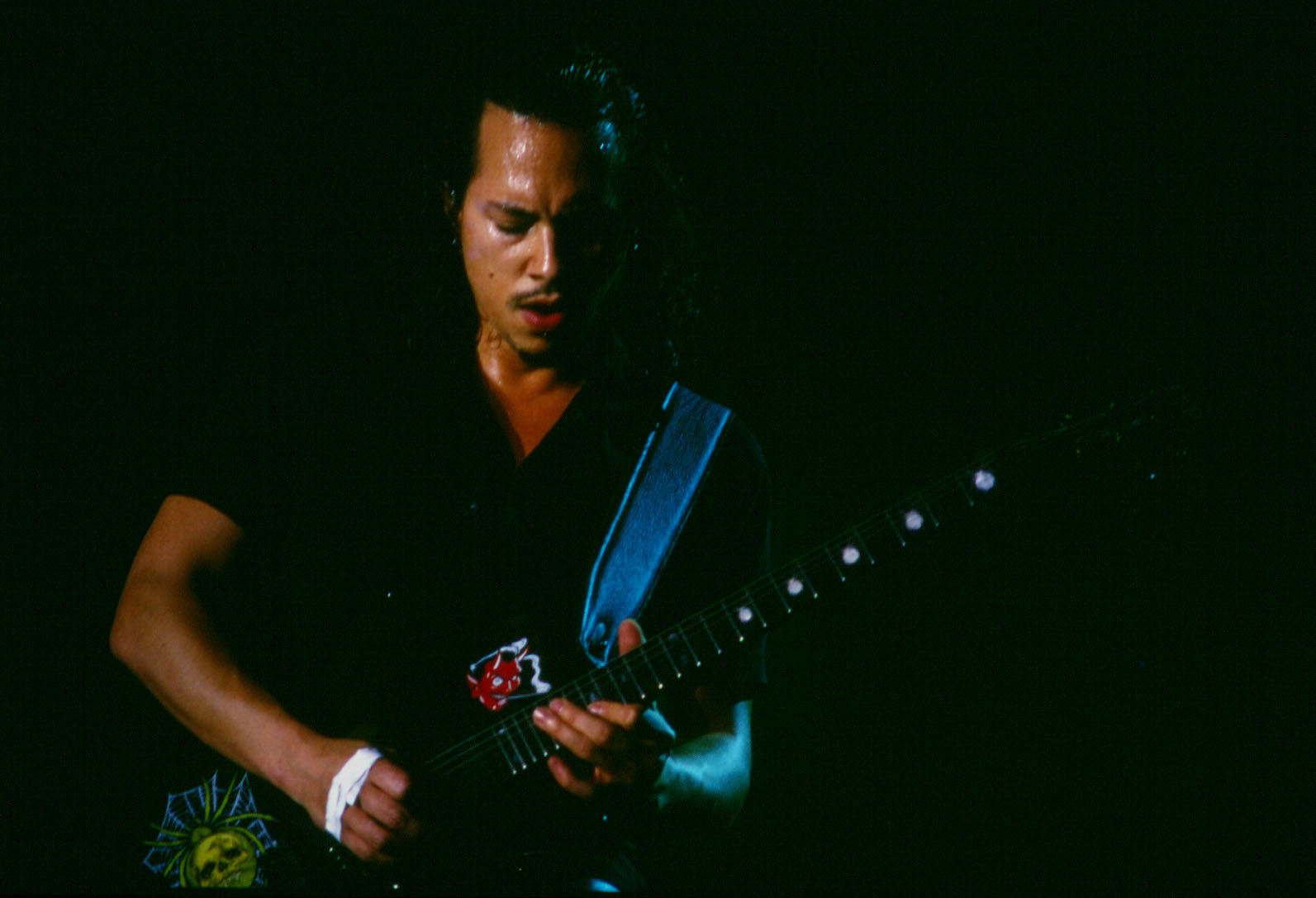
Kirk Hammett wykonujący solo na gitarze do utworu „Master of Puppets”

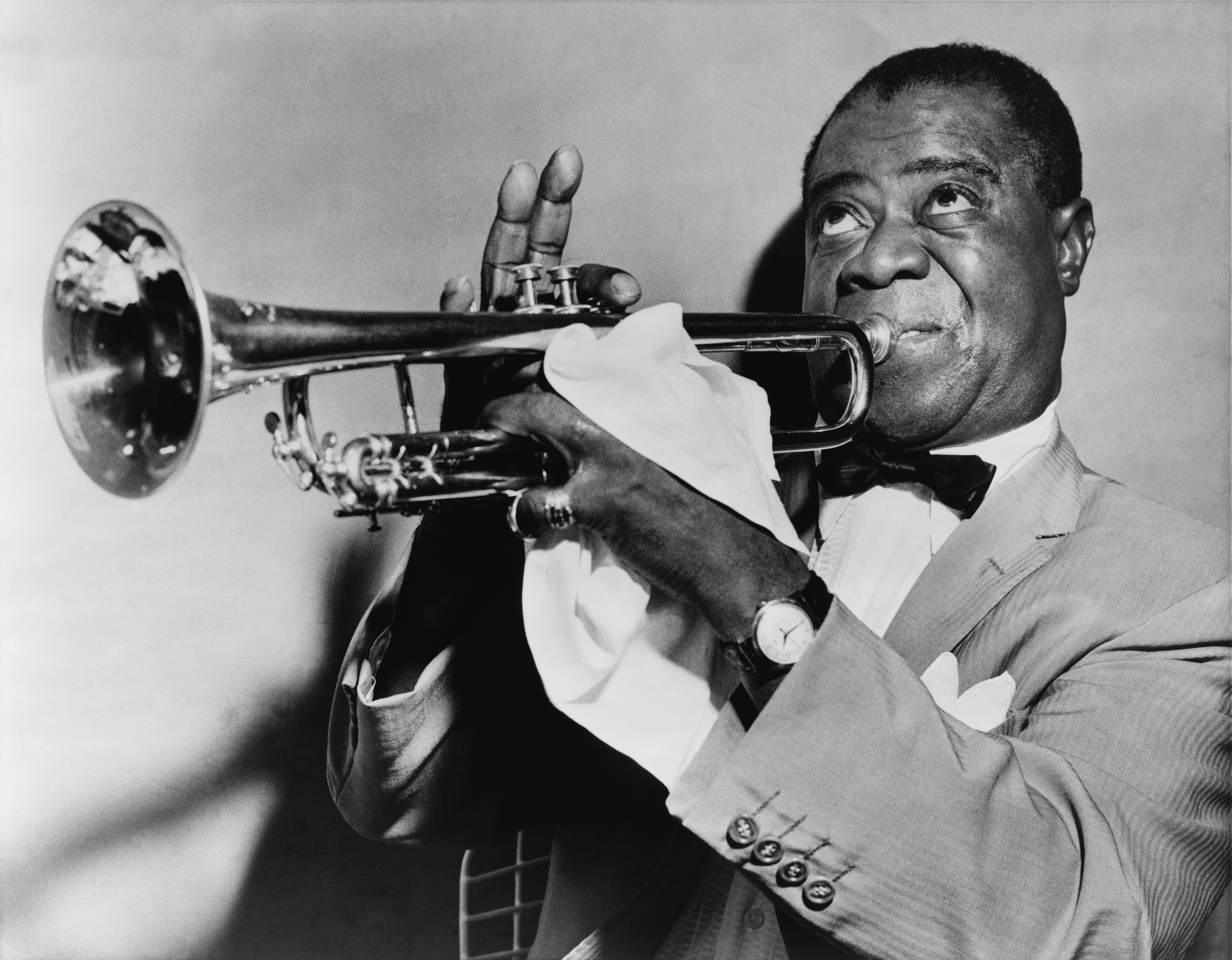
Louis Armstrong wykonujący solo na trąbce

1. określenie oznaczające, że dany utwór muzyczny lub fragment utworu grany jest lub śpiewany przez jednego wykonawcę. Utwór napisany w całości na jeden instrument nosi miano utworu solowego, a jego wykonawca to solista.
2. (przeważnie w muzyce rozrywkowej) fragment utworu muzycznego grany lub śpiewany przez jednego wykonawcę, z ewentualnym pomocniczym akompaniamentem, często improwizowany.

## Muzyka poważna
W muzyce poważnej określenie solo w zasadzie nie występuje samodzielnie, pojawia się natomiast w nazwach utworów napisanych na jednego wykonawcę, zwykle razem z nazwą instrumentu, np. ...na fortepian solo, ...na skrzypce solo. 
Utwory solowe najczęściej komponuje się na instrumenty wielogłosowe, takie jak fortepian, organy czy harfa, podczas gdy instrumenty jednogłosowe (np. flet, skrzypce) zazwyczaj akompaniowane są przez fortepian lub inne instrumenty - i dla nich jednak istnieje wiele utworów solowych. Często spotykanymi utworami solowymi muzyki poważnej są sonata fortepianowa, miniatura, ballada instrumentalna i in.
W muzyce barokowej i klasycystycznej termin solo odnosił się też do sonaty (solo sonata) na instrument solowy z towarzyszeniem basso continuo lub bez akompaniamentu, np. Sonaty i partity na skrzypce solo Jana Sebastiana Bacha (BWV 1001–1006) .
W klasycznej formie koncertu na instrument solowy pod koniec pierwszej części (między repryzą a kodą) występuje tzw. kadencja wirtuozowska, czyli improwizowany przez solistę fragment o charakterze popisowym, w którym wykorzystuje on występujące w danej części tematy. Jako taka jest poprzednikiem solówek w muzyce rozrywkowej.

## Jazz
W wielu utworach jazzowych fragmenty zespołowe przeplatają się z solowymi, w których jeden z wykonawców gra albo zupełnie sam, albo z łagodnym akompaniamentem pozostałych. W przeważającej większości solo jest improwizacją.

## Muzyka popularna
W muzyce popularnej solo (także: solówka) oznacza fragment utworu zawierający improwizację graną lub śpiewaną przez jednego wykonawcę, z możliwym akompaniamentem. W praktyce solo bywa komponowane wcześniej, choć oczekiwanie improwizacji jest silne, zwłaszcza w niektórych gatunkach. Solo stanowi istotną część konstrukcji utworu, zwykle wiąże się z popisem technicznym wokalisty lub instrumentalisty. Stosuje on zazwyczaj tzw. zagrywki (gotowe frazy i techniki charakterystyczne dla danego solisty, stosowane przez niego w wielu solówkach).